# Communauté de communes de Bitche et environs
La communauté de communes de Bitche et environs est une ancienne communauté de communes française, qui était située dans le département de la Moselle en région Lorraine.

## Histoire
Le 1er janvier 1995, la communauté de communes de Bitche et environs est créée par arrêté préfectoral du 23 décembre 1994.
Le 14 avril 2005, définition de l'intérêt communautaire de la compétence "voirie".
Le 15 décembre 2009, elle fusionne avec les communautés de communes de Volmunster et du Pays du Verre et du Cristal pour former la Communauté de communes du Pays de Bitche.

## Composition
Elle regroupait quatorze communes :
- Baerenthal
- Bitche (siège)
- Éguelshardt
- Hanviller
- Haspelschiedt
- Lambach
- Liederschiedt
- Mouterhouse
- Philippsbourg
- Reyersviller
- Roppeviller
- Schorbach
- Siersthal
- Sturzelbronn

## Administration
| Période                                  | Période | Identité       | Étiquette | Qualité                     |
| ---------------------------------------- | ------- | -------------- | --------- | --------------------------- |
| Les données manquantes sont à compléter. |         |                |           |                             |
|                                          |         | Edmond Stenger | DVG       | Maire de Bitche (2001-2008) |